# Chrysaeglia
Chrysaeglia är ett släkte av fjärilar. Chrysaeglia ingår i familjen björnspinnare.
Kladogram enligt Catalogue of Life:
| Chrysaeglia | \| \| Chrysaeglia ferrifasciata \| \| \| \| \| \| Chrysaeglia magnifica \| \| \| \| \| \| Chrysaeglia taiwana \| \| \| \| |
|             | \| \| Chrysaeglia ferrifasciata \| \| \| \| \| \| Chrysaeglia magnifica \| \| \| \| \| \| Chrysaeglia taiwana \| \| \| \| |
|             | Chrysaeglia ferrifasciata                                                                                                 |
|             | |
|             | Chrysaeglia magnifica |
|             | |
|             | Chrysaeglia taiwana |
|             | |

## Bildgalleri

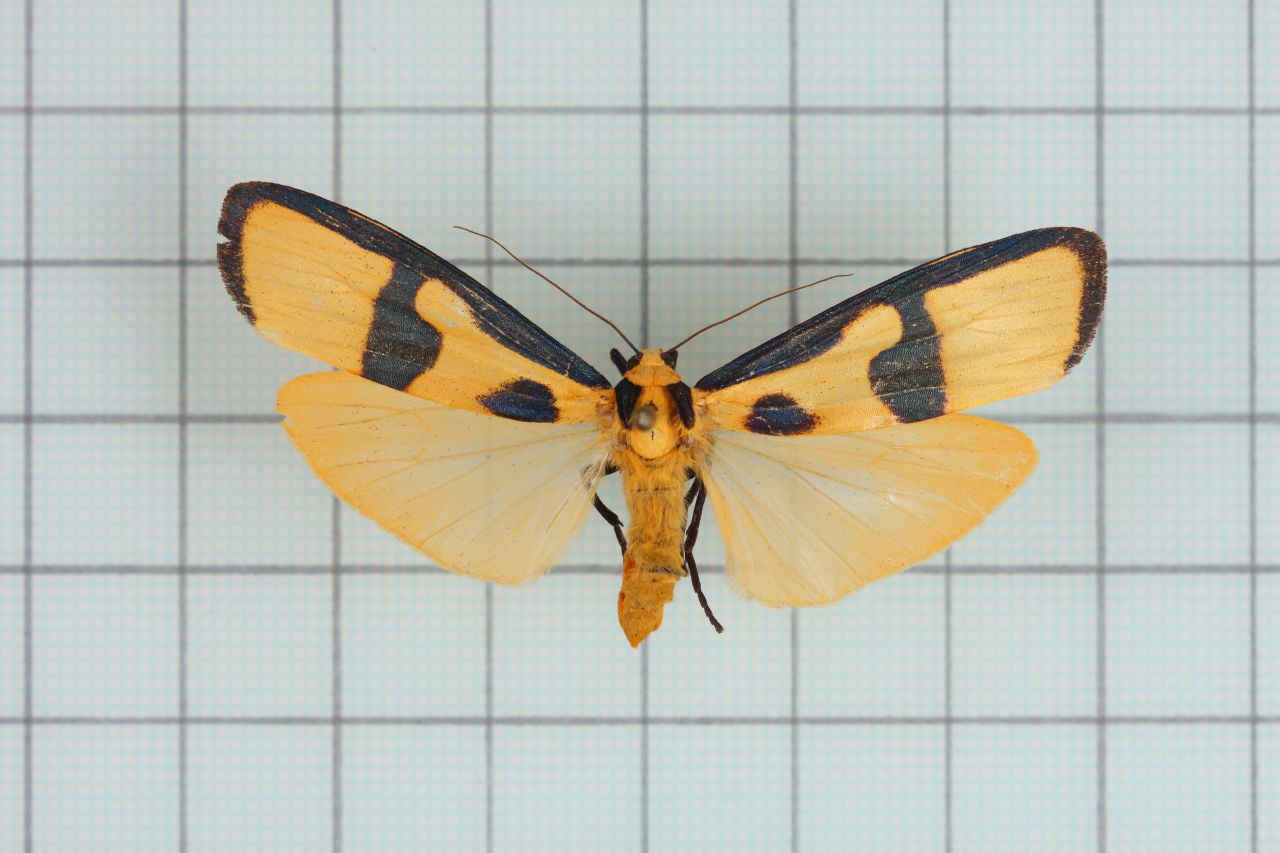
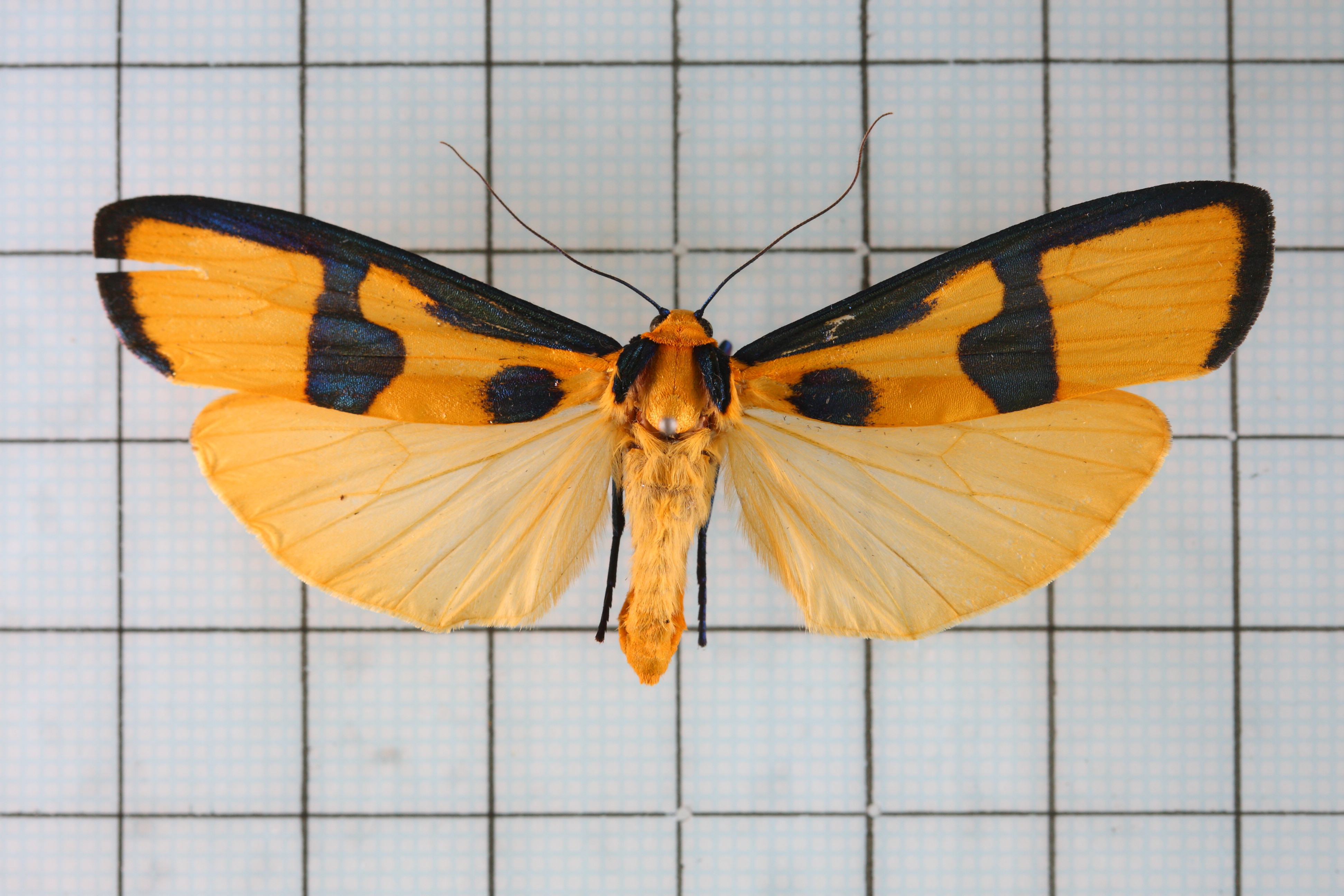
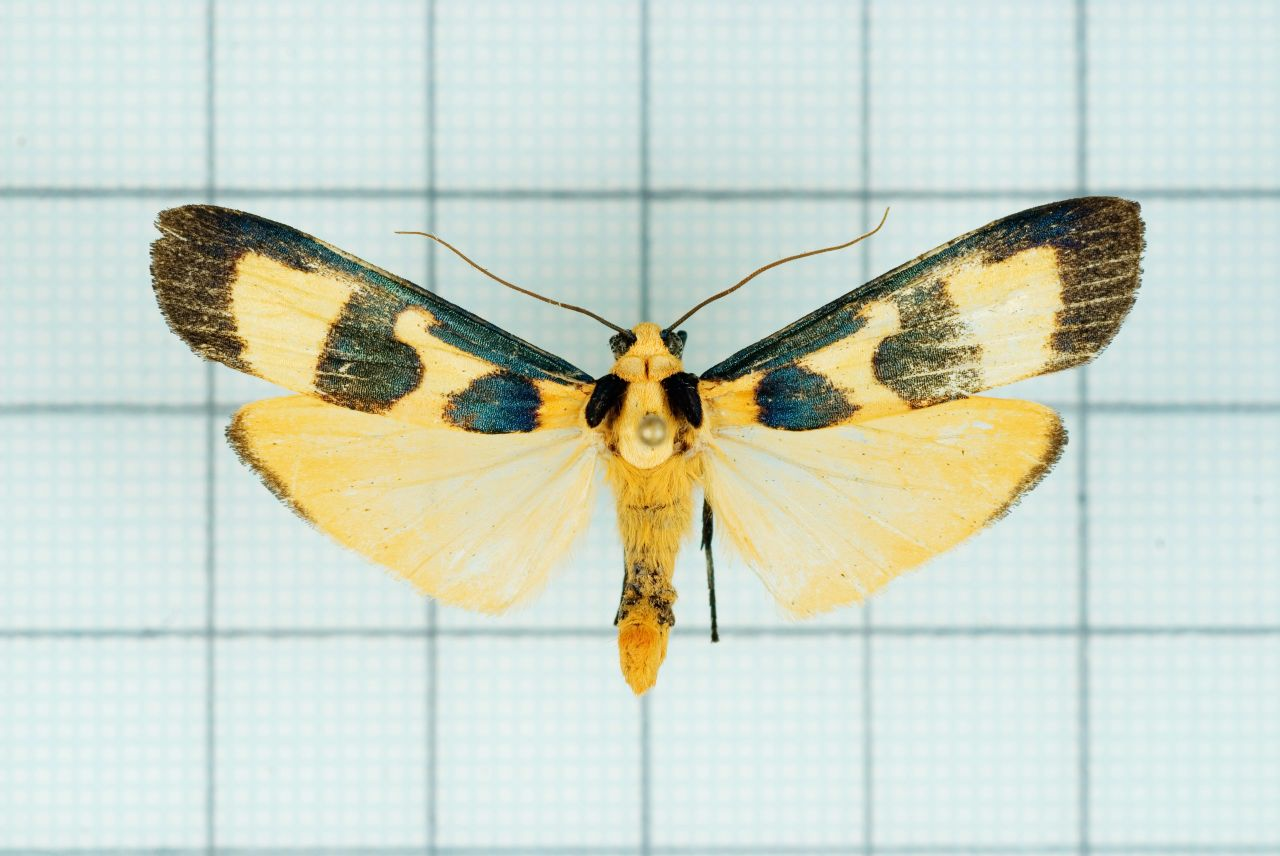